# إريك بيرد
اريك بيرد (بالإنجليزية: Eric Bird)‏ (8 أبريل 1993 في الولايات المتحدة - ) هو لاعب كرة قدم أمريكي في مركز الوسط. لعب مع فيلادلفيا يونيون وRio Grande Valley FC Toros ‏ ونادي بان.

## وصلات خارجية
- اريك بيرد على موقع الدوري الأمريكي (الإنجليزية)
- اريك بيرد على موقع قاعدة بيانات كرة القدم.إي يو (الإنجليزية)
- اريك بيرد على موقع Soccerway.com (الإنجليزية)
- اريك بيرد على موقع AS.com (الإسبانية)